# Équipe cycliste Willem II-Gazelle
Willem II-Gazelle est une équipe cycliste professionnelle néerlandaise créée en 1966 et disparue à l'issue de la saison 1971. Elle était sponsorisée par le constructeur de vélo, Gazelle. Lors de sa dernière saison, elle se nomme Gazelle.

## Histoire de l'équipe
L'équipe est créée en 1966 sous le nom de Willem II-Gazelle. Lors de sa dernière saison, en 1971, elle est dénommée Gazelle. En 1967, elle participe au Tour d'Italie sous le nom de Cynar.

## Principales victoires
- Paris-Tours : Rik Van Looy (1967)
- Amstel Gold Race : Harry Steevens (1968)
- Flèche wallonne : Rik Van Looy (1968)
- Paris-Camembert : Harry Steevens (1968)
- Tour du Nord : Harry Steevens (1968), René Pijnen (1969)
- Grand Prix E3 : Rik Van Looy (1969)
- Tour du Limbourg : Jan van Katwijk (1970)

## Résultats sur les grands tours
| - Tour de France - 2 participations (1969, 1970) - 2 victoires d'étapes - 1 en 1969 : Rik Van Looy - 1 en 1970 : Rini Wagtmans - 0 classement annexe | - Tour d'Italie - 1 participation (1967) - 0 victoire d'étape - 0 classement annexe | - Tour d'Espagne - 2 participations (1969, 1970) - 4 victoires d'étapes - 4 en 1970 : Rini Wagtmans (2), Jan Serpenti, Jos van der Vleuten - 0 classement annexe |